# PV-1
La PV-1 (Pulemet Vozdushny, ametralladora aérea en ruso) es una versión soviética enfriada por aire de la Maxim M1910 para montarse a bordo de aviones. Fue diseñada entre 1926 y 1927. Los primeros prototipos fueron producidos y aceptados en servicio en 1928.

## Historia y desarrollo
La ametralladora fue creada a instancia del piloto soviético Alexander Vasilevich Nadashkevich (Александр Васильевич Надашкевич), después de ser nombrado miembro del Comité Científico y Técnico de la Fuerza Aérea Soviética en 1923. Su principal objetivo era obtener una ametralladora con mayor cadencia de disparo y menor peso respecto a la M1910. En esta tarea, Nadashkevich colaboró con varios ingenieros de la Fábrica de armas de Tula, inclusive con Tretyakov y Pastuhov (los padres espirituales de la M1910), además de Yartsev y Vladimirov, que más tarde se hicieron famosos diseñadores de armas para aviones.
La cadencia de disparo fue aumentada de 600 disparos/minuto de la M1910 a 750 disparos/minuto al agregar un muelle que empujaba más rápido al cerrojo, además de reducir el diámetro (así como la masa) de la funda de retroceso que albergaba la recámara del cañón. La segunda medida también contribuyó a reducir el peso de la ametralladora. El cañón era enfriado por aire gracias a una camisa perforada.
Entre 1925 y 1927, Nadashkevich también trabajó en la producción de una variante aún más ligera (A-2) al introducir algunas piezas de duraluminio. Pero esta ametralladora fue considerada ineficaz porque sus piezas se degastaban demasiado rápido. La experiencia con este prototipo convenció al Artkom de cancelar otros experimentos con armas cuyas piezas vitales estuviesen hechas de duraluminio.
Un prototipo pasó las pruebas de campo el 19 de mayo de 1926. Para el 1 de octubre de 1929, la Fuerza Aérea Soviética había recibido 2.480 ametralladoras PV-1. Los cajones de mecanismos alimentados desde el lado izquierdo (necesarios para montajes alares) fueron diseñados en 1929 y entraron en servicio en diciembre del mismo año.
Las cifras de producción anuales fueron las siguientes:
- 1932 — 3.019
- 1933 — 1.284
- 1934 — 3.645
- 1935 — 1.915
- 1937 — 1.603
- 1938 — 3.867

La PV-1 fue el armamento de los cazas Polikarpov I-3 y Tupolev I-4, así como del bombardero Tupolev TB-1. El caza Polikarpov I-5 inicialmente estuvo armado con dos PV-1 y llevaba 1.200 cartuchos (600 para cada una). Las modificaciones subsecuentes aumentaron el armamento a cuatro PV-1 y 4.000 cartuchos (1.000 para cada una). El Polikarpov I-15 estaba armado con cuatro PV-1 y 3.000 cartuchos (750 para cada una). El avión de reconocimiento Polikarpov R-5 estaba armado con una PV-1 sincronizada para disparar entre las palas de la hélice y otra montada en una torreta. La variante de ataque a tierra R-5Sh estaba armada con cuatro PV-1 montadas en las alas, además de la del morro.
A pesar de que la ametralladora era considerada obsoleta y estaba siendo gradualmente retirada, la invasión alemana de la Unión Soviética produjo una escasez de armas automáticas y la PV-1 fue modificada para varios papeles distintos. En agosto de 1941 se la adaptó para montarse en un afuste antiaéreo para ametralladoras "ZPU" creado por Fiódor Tókarev. Estas conversiones se hicieron en una fábrica de Tambov. En 1942, unas 3.009 PV-1 fueron transformadas en armas de Infantería al montarlas sobre el afuste Sokolov 1910 (el mismo de la Maxim M1910) en una fábrica de Zlatoust.

## Usuarios
- Unión Soviética
- España